# 為又

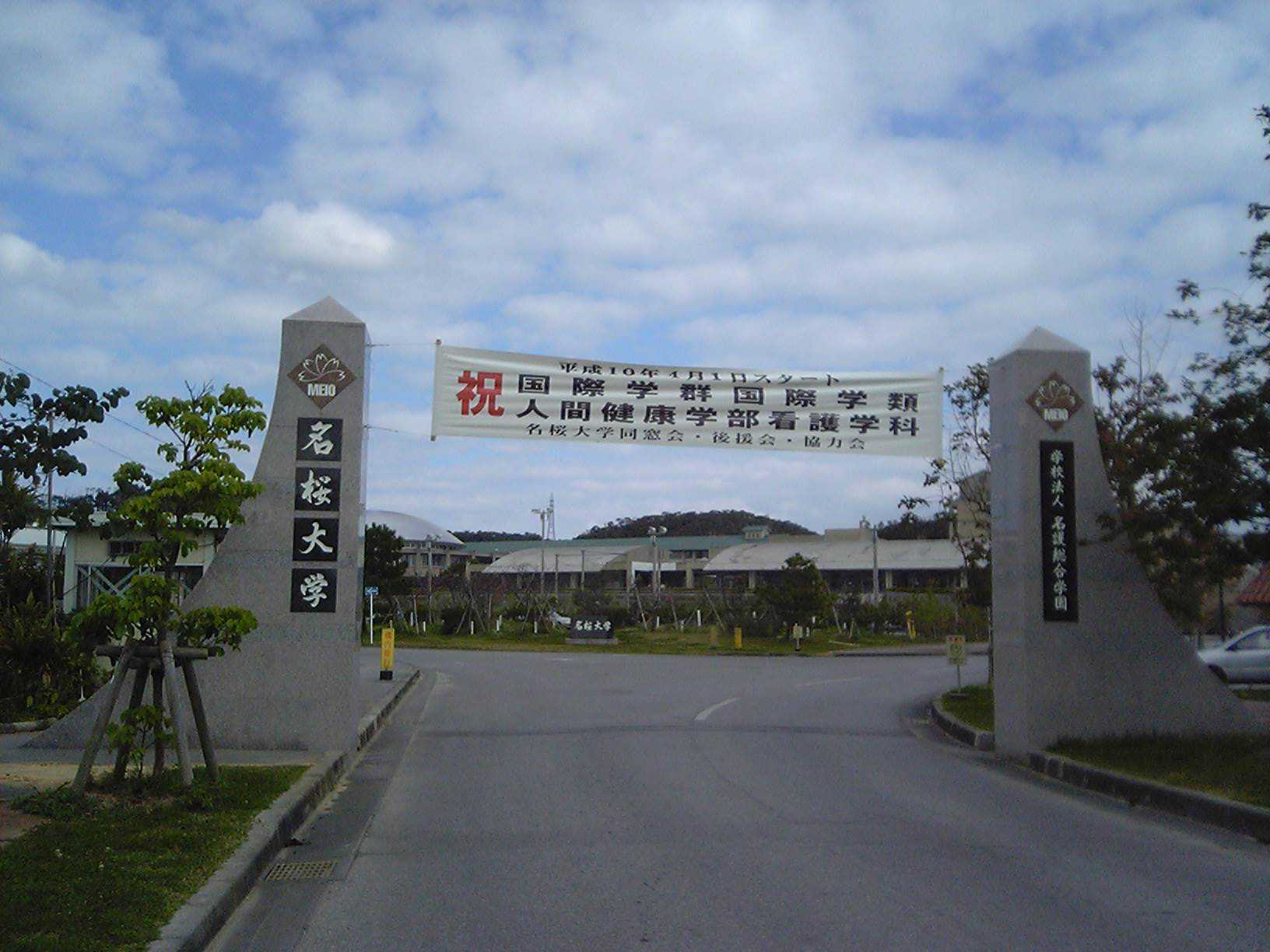
名桜大学

為又（びいまた）は沖縄県名護市の字である。郵便番号905-0005。

## 地理
名護市北西部に位置する。大北・名護・宮里・宇茂佐・中山・古我知と隣接する。

## 歴史
1970年の合併までは名護町で、もっとも北にある集落だった。
本土復帰直後の1970年代前半までは山林と畑の多い山間の農村だったが、1975年の沖縄国際海洋博覧会を機に集落は大きく変わった。1～1.5車線の山道だった沖縄県道116号線（現在の沖縄県道84号名護本部線）が海岸沿いの県道本部循環線（現在の国道449号）とともに、本部町にある会場へのアクセス道路として整備することになり、当地域内は拡幅ではなく新たにバイパスを建設して整備した。その後、海岸沿いの本部循環線が沿線のセメント工場へダンプカーがよく行き来し、道路状況がよくなかったため観光道路には適しなかったことから、博覧会閉幕後も整備された海洋博記念公園への観光アクセス道路としての役割が大きくなった。1980年代にはいると、県道沿いにはパイナップルの産地を生かし、パイン園や土産品店が建ち、新たな住宅地が造成された。1986年に国道58号名護バイパスが全線開通すると、今度はバイパスを通る南側にも広げスーパーやコンビニが建ち始めた。
そして1993年に北部看護学校、1994年には沖縄本島北部で初の大学となる名桜大学が当地域内に相次いで開校・開学し、さらに大きく発展していった。あちらこちらに学生向けアパートが建設されたほか、国道沿線にはさらに大型スーパーなど商業施設が進出し、本島北部の商業の中心までも移った。琉球大学が1980年代に西原町の現在地に移転した周辺地域と同じ町の変貌を遂げている。現在では大学中心の街であるとともに、名護市街地の一部にもなっている。
為又自体は住居表示は未実施だが、2000年に国道58号から南側の最南端部が隣の大北5丁目の一部となった。
40年前は未開の土地に近かったが、地価も上昇し今では高級住宅街とされている。

## 交通

### バス
名護バスターミナルから70番・備瀬線と76番・瀬底線（いずれも琉球バス交通・沖縄バスの共同運行）が当地域内の県道84号名護本部線を通り、為又・ワタンジャ原・名桜大学入口の3つのバス停に停車する。かつては那覇バスターミナルから国道58号経由で海洋博公園に向かう急行バスも通っていた。
また路線バスでない自主運行のバスとして名桜大学へ向かう学生向けのスクールバスが大学と名護市街地とを結んでいる。

### 道路
- 国道58号
- 沖縄県道84号名護本部線

## 施設
- 名桜大学
- 北部生涯学習推進センター
- 北部地区医師会北部看護学校
- サンエー為又シティ
- ケンタッキーフライドチキン名護店
- 沖縄フルーツランド
- 名護パイン園（ナゴパイナップルパーク）
- 我部祖河食堂名護店 - 沖縄そば専門店。